# Gare de Saint-Dizier-Leyrenne
Ne doit pas être confondu avec Gare de Saint-Dizier.
La gare de Saint-Dizier-Leyrenne est une gare ferroviaire française, fermée et désaffectée, de la ligne de Vieilleville à Bourganeuf. Elle est située rue de la Gare sur le territoire de l'ancienne commune de Saint-Dizier-Leyrenne, incluse dans la commune de Saint-Dizier-Masbaraud dans le département de la Creuse en région Nouvelle-Aquitaine.
Mise en service en 1883 par la Compagnie du chemin de fer de Paris à Orléans (PO), elle est fermée, comme la ligne, au service voyageurs en 1939 et au service des marchandises en 2004.

## Situation ferroviaire
Établie à 436 mètres d'altitude, la gare de Saint-Dizier-Leyrenne est située au point kilométrique (PK) 436,142 de la ligne de Vieilleville à Bourganeuf, entre les gares, de Vieilleville, s'intercale la halte de 	Bourdaleix-Cornat, et de Bosmoreau-les-Mines,.

## Histoire
La gare de Saint-Dizier-Leyrenne, construite par l'administration des chemins de fer de l'État, est mise en service le 5 août 1883 par la Compagnie du chemin de fer de Paris à Orléans (PO) lorsqu'elle ouvre à l'exploitation la ligne de Vieilleville à Bourganeuf. La gare dispose alors : d'un bâtiment voyageurs avec une marquise, et une halle à marchandises.
Le 6 mars 1939 elle est fermée, comme la ligne, au trafic voyageurs par la toute nouvelle Société nationale des chemins de fer français (SNCF). Le trafic marchandise de la ligne ferme en 2004.

## Patrimoine ferroviaire
L'ancien bâtiment voyageurs et l'ancienne halle à marchandises, sont toujours présents sur le site de la gare.